# Peru na Letnich Igrzyskach Paraolimpijskich 2012
Peru na Letnich Igrzyskach Paraolimpijskich 2012 reprezentował 1 zawodnik.
Dla reprezentacji Peru był to siódmy start w igrzyskach paraolimpijskich (poprzednio w 1972, 1976, 1996, 2000, 2004, oraz 2008 roku). Dotychczas zawodnikom z Peru udało się wywalczyć 1 złoty i 4 brązowe paraolimpijskie medale.

## Kadra

### Lekkoatletyka
Konkurencje techniczne
| Zawodnik                 | Konkurencja         | Finał     | Finał |
| Zawodnik                 | Konkurencja         | Odległość | Poz.  |
| ------------------------ | ------------------- | --------- | ----- |
| Pompilio Falconi-Alvarez | Rzut dyskiem F35/36 | 31.08m    | 10.   |